# Águas Formosas
Águas Formosas is een gemeente in de Braziliaanse deelstaat Minas Gerais. De gemeente telt 19.166 inwoners (schatting 2018).

## Aangrenzende gemeenten
De gemeente grenst aan Crisólita, Fronteira dos Vales en Machacalis.